# Jon Jones
Jonathan Dwight ”Jon” Jones, född 19 juli 1987 i Rochester, är en amerikansk MMA-utövare som sedan 2008 tävlar i organisationen Ultimate Fighting Championship där han den 19 mars 2011 blev organisationens yngste mästare någonsin efter att ha vunnit titeln i lätt tungvikt. Jones försvarade titeln vid åtta tillfällen innan han den 29 april 2015 stängdes av och fråntogs titeln efter att ha varit involverad i en smitningsolycka. Avstängningen hävdes i oktober 2015. 
I november 2016 blev Jones avstängd efter att ha fastnat i en dopingkontroll. Den 29 juli 2017 blev Jones återigen mästare i lätt tungvikt, en titel han senare fråntogs då han efter matchen fastnade i en dopingkontroll där det bekräftades att han använt sig av anabola steroider. Den 29 december 2018 blev Jones ännu en gång mästare i lätt tungvikt. Efter tre lyckade titelförsvar perioden 2018–2020 offentliggjorde han via twitter 17 augusti 2020 att han avsagt sig titeln. Men sedan så började han igen den 5 mars 2023 då han vann en titelmatch i tungvikt och är då den regerande världsmästaren (5 mars 2023)

## Karriär
Jones var under skoltiden framgångsrik inom brottning. Han blev delstatsmästare i high school samt nationell mästare i junior college.
Jones debuterade inom professionell MMA den 12 april 2008 och gick sedan ytterligare fem matcher inom en period på tre månader. Han vann samtliga matcher via avslut. Därefter skrev han kontrakt med UFC och gjorde sin debut i organisationen mot André Gusmão på UFC 87 den 9 augusti 2008. Jones vann matchen via domslut.
På UFC 94 den 31 januari 2009 möttes Jones och Stephan Bonnar. Jones vann matchen via domslut. Nästa motståndare blev Jake O'Brien på UFC 100 den 11 juli 2009 i en match som Jones vann via domslut.
Den 5 december 2009 möttes Jones och Matt Hamill på The Ultimate Fighter 10 Finale. Jones blev diskvalificerad efter att ha använt otillåtna armbågstekniker och förlorade därmed matchen.
Jones mötte Brandon Vera på UFC Live: Vera vs. Jones den 21 mars 2010 i en match som Jones vann via TKO i den första ronden. Nästa match blev mot Vladimir Matiusjenko den 1 april 2010 på UFC Live: Jones vs. Matyushenko. Även denna match vann Jones via TKO i den första ronden.
Den 5 februari 2011 på UFC 126 möttes Jones och Ryan Bader. Jones vann matchen via submission i den andra ronden. Efter matchen blev det klart att Jones skulle få möta den regerande mästaren Maurício Rua i en titelmatch.
På UFC 128 den 19 mars 2011 möttes Jones och Maurício Rua. Jones vann matchen via TKO i den tredje ronden och blev därmed ny mästare i lätt tungvikt. Han var vid tillfället 23 år gammal och blev i och med vinsten den yngste mästaren i organisationens historia.
Jones och Quinton Jackson möttes den 24 september 2011 på UFC 135 i en match som Jones vann via submission i den fjärde ronden. Nästa match blev mot Lyoto Machida på UFC 140 den 10 december 2011. Jones vann matchen via teknisk submission i den andra ronden.
Den 21 april 2012 möttes Jones och Rashad Evans på UFC 145. Jones vann matchen via domslut. Jones och Vitor Belfort möttes på UFC 152 den 22 september 2012 i en match som Jones vann via submission i den fjärde ronden.
På UFC 159 den 27 april 2013 möttes Jones och Chael Sonnen i en match som Jones vann via TKO i den första ronden. Den 21 september 2013 möttes Jones och Alexander Gustafsson på UFC 165. Jones vann matchen via domslut.
Jones och Glover Teixeira möttes den 26 april 2014 på UFC 172. Jones vann matchen via domslut. Nästa match blev mot Daniel Cormier på UFC 182 den 3 januari 2015. Även denna match vann Jones via domslut. Jones hade därmed försvarat titeln vid åtta tillfällen innan han den 29 april 2015 stängdes av och fråntogs titeln efter att ha varit involverad i en smitningsolycka.
Den 23 april 2016 möttes Jones och Ovince Saint Preux på UFC 197 i en interimtitelmatch i lätt tungvikt. Jones vann matchen via domslut men blev avstängd och fråntogs titeln i november 2016 efter att ha fastnat i en dopingkontroll.
Jones och Daniel Cormier möttes i en titelmatch i lättvikt den 29 juli 2017 på UFC 214. Jones vann matchen via KO i den tredje ronden och blev därmed återigen mästare i viktklassen. Efter matchen fastnade Jones i en dopingkontroll och den 13 september 2017 meddelade California State Athletic Commission att matchresultatet ogiltigförklaras och ändras till No contest då man bekräftat att Jones använt sig av anabola steroider. I samband med detta meddelade UFC att mästartiteln återförs till Cormier.
I september 2018 fick Jones sitt straff av USADA för det positiva dopningstest han redovisade i samband med andra mötet med Cormier. Till de flestas förvåning fick Jones endast 15 månaders avstängning istället för 4 år, vilket innebar att han kunde tävla redan i november 2018. En av anledningarna till att Jones fick ett så lågt straff var att han samarbetade med USADA och gav dem information om andra fighters som dopat sig. 
Alexander Gustafsson och Jones möttes i en titelmatch i lätt tungvikt på UFC 232 den 29 december 2018. Jones vann matchen via TKO i den tredje ronden och blev åter mästare i viktklassen. Jones försvarade titeln den 2 mars 2019 på UFC 235 då han besegrade Anthony Smith via domslut.
Den 6 juli 2019 försvarade Jones återigen sitt bälte, denna gång mot brassen Thiago Santos på UFC 239. Trots att Santos skadade sitt knä allvarligt i början av rond 2 fortsatte han att ge Jones motstånd under hela matchen. Jones vann till slut på delat domslut, den första matchen i hans karriär som han vann på detta vis.
8 februari 2020 vid UFC 247 mötte Jones den obesegrade utmanaren Dominick Reyes i en match som gick tiden ut och Jones vann slutligen via enhälligt domslut.

## Privatliv
Tillsammans med sin fästmö Jessie har Jones tre döttrar födda 2008, 2009 och 2013. Han har två bröder – Arthur Jones och Chandler Jones – som båda spelar amerikansk fotboll i NFL.

### Åtal för misshandel
Den 22 juli 2019 hamnade Jon Jones i trubbel med lagen anklagad för att ha misshandlat en servitris i en strippklubb i hemstaden Albuquerque i april samma år. Anledningen till att nyheten om brottet kom ut så många månader efter själva incidenten är att Jones inte fick någon delgivning om polisanmälan. Jones nekade till anklagelserna och hävdade att han var oskyldig.

## Tävlingsfacit
| Resultat | Facit  | Motståndare          | Metod                                 | Evenemang                       | Datum             | Rond | Tid  | Plats                  | Notering                                                                                |
| -------- | ------ | -------------------- | ------------------------------------- | ------------------------------- | ----------------- | ---- | ---- | ---------------------- | --------------------------------------------------------------------------------------- |
| Vinst    | 1–0    | Brad Bernard         | TKO (slag)                            | FFP: Untamed 20                 | 12 april 2008     | 1    | 1:32 | Foxborough, MA, USA    |                                                                                         |
| Vinst    | 2–0    | Carlos Eduardo       | KO (slag)                             | Battle Cage Xtreme 4            | 19 april 2008     | 3    | 0:24 | Atlantic City, NJ, USA |                                                                                         |
| Vinst    | 3–0    | Anthony Pina         | Submission (giljotin)                 | ICE Fighter                     | 25 april 2008     | 1    | 1:15 | Worcester, MA, USA     |                                                                                         |
| Vinst    | 4–0    | Ryan Verrett         | TKO (slag)                            | USFL: War in the Woods 3        | 9 maj 2008        | 1    | 2:58 | Ledyard, CT, USA       |                                                                                         |
| Vinst    | 5–0    | Parker Porter        | KO (slag)                             | World Championship Fighting 3   | 20 juni 2008      | 1    | 0:36 | Wilmington, MA, USA    |                                                                                         |
| Vinst    | 6–0    | Moyses Gabin         | TKO (slag)                            | Battle Cage Xtreme 5            | 12 juli 2008      | 2    | 1:58 | Altantic City, NJ, USA |                                                                                         |
| Vinst    | 7–0    | André Gusmão         | Domslut (enhälligt)                   | UFC 87                          | 9 augusti 2008    | 3    | 5:00 | Minneapolis, MNUSA     | Debut i UFC.                                                                            |
| Vinst    | 8–0    | Stephan Bonnar       | Domslut (enhälligt)                   | UFC 94                          | 31 januari 2009   | 3    | 5:00 | Las Vegas, NV, USA     |                                                                                         |
| Vinst    | 9–0    | Jake O'Brien         | Submission (giljotin)                 | UFC 100                         | 11 juli 2009      | 2    | 2:43 | Las Vegas, NV, USA     |                                                                                         |
| Förlust  | 9–1    | Matt Hamill          | DQ (otillåtna armbågstekniker)        | The Ultimate Fighter 10 Finale  | 5 december 2009   | 1    | 4:14 | Las Vegas, NV, USA     | Jones blev diskvalificerad för otillåtna armbågstekniker.                               |
| Vinst    | 10–1   | Brandon Vera         | TKO (armbågar och slag)               | UFC Live: Vera vs. Jones        | 21 mars 2010      | 1    | 3:19 | Broomfield, CO, USA    |                                                                                         |
| Vinst    | 11–1   | Vladimir Matiusjenko | TKO (armbågar)                        | UFC Live: Jones vs. Matyushenko | 1 augusti 2010    | 1    | 1:52 | San Diego, CA, USA     |                                                                                         |
| Vinst    | 12–1   | Ryan Bader           | Submission (giljotin)                 | UFC 126                         | 5 februari 2011   | 2    | 4:20 | Las Vegas, NV, USA     |                                                                                         |
| Vinst    | 13–1   | Maurício Rua         | TKO (slag och knän)                   | UFC 128                         | 19 mars 2011      | 3    | 2:37 | Newark, NJ, USA        | Blev UFC-mästare i lätt tungvikt.                                                       |
| Vinst    | 14–1   | Quinton Jackson      | Submission (rear-naked)               | UFC 135                         | 24 december 2011  | 4    | 1:14 | Denver, CO, USA        | Försvarade titeln i lätt tungvikt.                                                      |
| Vinst    | 15–1   | Lyoto Machida        | Teknisk submission (stående giljotin) | UFC 140                         | 10 december 2011  | 2    | 4:26 | Toronto, Kanada        | Försvarade titeln i lätt tungvikt.                                                      |
| Vinst    | 16–1   | Rashad Evans         | Domslut (enhälligt)                   | UFC 145                         | 21 april 2012     | 5    | 5:00 | Atlanta, GA, USA       | Försvarade titeln i lätt tungvikt.                                                      |
| Vinst    | 17–1   | Vitor Belfort        | Submission (americana)                | UFC 152                         | 22 september 2012 | 4    | 0:54 | Toronto, Kanada        | Försvarade titeln i lätt tungvikt.                                                      |
| Vinst    | 18–1   | Chael Sonnen         | TKO (armbågar och slag)               | UFC 159                         | 27 april 2013     | 1    | 4:33 | Newark, NJ, USA        | Försvarade titeln i lätt tungvikt.                                                      |
| Vinst    | 19–1   | Alexander Gustafsson | Domslut (enhälligt)                   | UFC 165                         | 21 september 2013 | 5    | 5:00 | Toronto, Kanada        | Försvarade titeln i lätt tungvikt.                                                      |
| Vinst    | 20–1   | Glover Teixeira      | Domslut (enhälligt)                   | UFC 172                         | 26 april 2014     | 5    | 5:00 | Baltimore, MD, USA     | Försvarade titeln i lätt tungvikt.                                                      |
| Vinst    | 21–1   | Daniel Cormier       | Domslut (enhälligt)                   | UFC 182                         | 3 januari 2015    | 5    | 5:00 | Las Vegas, NV, USA     | Försvarade titeln i lätt tungvikt. Stängdes senare av och fråntogs titeln.              |
| Vinst    | 22–1   | Ovince Saint Preux   | Domslut (enhälligt)                   | UFC 197                         | 23 april 2016     | 5    | 5:00 | Las Vegas, NV, USA     | Blev interimmästare i lätt tungvikt. Stängdes senare av och fråntogs titeln.            |
| NC       | 22–1–1 | Daniel Cormier       | No Contest                            | UFC 214                         | 29 juli 2017      | -    | -    | Anaheim, CA, USA       | Ogiltigförklarad tredje rondens KO-vinst för Jones då han fastnade i en dopingkontroll. |
| Vinst    | 23–1–1 | Alexander Gustafsson | TKO (slag)                            | UFC 232                         | 29 december 2018  | 3    | 2:02 | Inglewood, CA, USA     | Blev UFC-mästare i lätt tungvikt.                                                       |
| Vinst    | 24–1–1 | Anthony Smith        | Domslut (enhälligt)                   | UFC 235                         | 2 mars 2019       | 5    | 5:00 | Las Vegas, NV, USA     | Försvarade titeln i lätt tungvikt.                                                      |
| Vinst    | 25–1–1 | Thiago Santos        | Domslut (delat)                       | UFC 239                         | 6 juli 2019       | 5    | 5:00 | Las Vegas, NV, USA     | Försvarade titeln i lätt tungvikt.                                                      |
| Vinst    | 26–1–1 | Dominick Reyes       | Domslut (enhälligt)                   | UFC 247                         | 8 februari 2020   | 5    | 5:00 | Houston, TX, USA       | Försvarade titeln i lätt tungvikt.                                                      |
| Vinst    | 27–1–1 | Ciryl Gane           | Submission (giljotin)                 | UFC 285                         | 4 mars 2023       | 1    | 2:04 | Las Vegas, NV, USA     | Blev UFC-mästare i tungvikt.                                                            |